# Оксфорд (Арканзас)
Оксфорд (англ. Oxford, Arkansas) — город, расположенный в округе Изард (штат Арканзас, США) с населением в 642 человека по статистическим данным переписи 2000 года.

## География
По данным Бюро переписи населения США город Оксфорд имеет общую площадь в 17,09 квадратных километров, водных ресурсов в черте населённого пункта не имеется.
Оксфорд расположен на высоте 239 метров над уровнем моря.

## Демография
По данным переписи населения 2000 года в Оксфорде проживало 642 человека, 184 семьи, насчитывалось 263 домашних хозяйств и 309 жилых домов. Средняя плотность населения составляла около 37,3 человека на один квадратный километр. Расовый состав Оксфорда по данным переписи распределился следующим образом: 95,79 % белых, 0,16 % — чёрных или афроамериканцев, 1,09 % — коренных американцев, 2,49 % — представителей смешанных рас, 0,47 % — других народностей. Испаноговорящие составили 1,71 % от всех жителей города.
Из 263 домашних хозяйств в 30,0 % — воспитывали детей в возрасте до 18 лет, 57,0 % представляли собой совместно проживающие супружеские пары, в 9,5 % семей женщины проживали без мужей, 30,0 % не имели семей. 26,6 % от общего числа семей на момент переписи жили самостоятельно, при этом 13,7 % составили одинокие пожилые люди в возрасте 65 лет и старше. Средний размер домашнего хозяйства составил 2,44 человека, а средний размер семьи — 2,96 человек.
Население города по возрастному диапазону по данным переписи 2000 года распределилось следующим образом: 24,5 % — жители младше 18 лет, 7,9 % — между 18 и 24 годами, 23,5 % — от 25 до 44 лет, 23,5 % — от 45 до 64 лет и 20,6 % — в возрасте 65 лет и старше. Средний возраст жителей составил 42 года. На каждые 100 женщин в Оксфорде приходилось 98,1 мужчин, при этом на каждые сто женщин 18 лет и старше приходилось 90,9 мужчин также старше 18 лет.
Средний доход на одно домашнее хозяйство в городе составил 22 313 долларов США, а средний доход на одну семью — 25 250 долларов. При этом мужчины имели средний доход в 20 556 долларов США в год против 20 385 долларов среднегодового дохода у женщин. Доход на душу населения в городе составил 10 778 долларов в год. 19,0 % от всего числа семей в округе и 22,9 % от всей численности населения находилось на момент переписи населения за чертой бедности, при этом 25,6 % из них были моложе 18 лет и 20,5 % — в возрасте 65 лет и старше.